# Сикомидзуэ

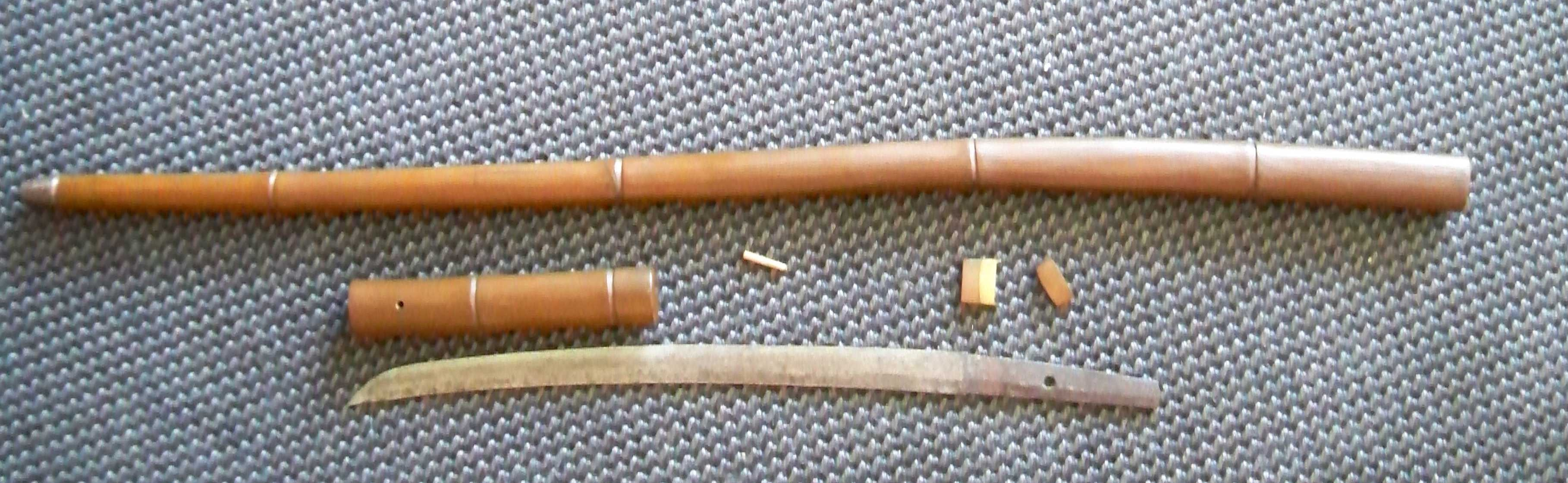
Сикомидзуэ

Сикомидзуэ (яп. 仕込み杖, «заранее подготовленная трость») — японский меч, спрятанный в полой трости и представляющий собой холодное оружие для ведения так называемой «скрытой войны». Сикомидзуэ был распространён в эпоху Мэйдзи, когда носить мечи было запрещено (хайторэй — указ о запрете мечей). Меч представляет собой деревянную или бамбуковую трость (дзуэ) со скрытым клинком. Клинок сикомидзуэ мог быть прямым или немного выгнутым, потому что трость должна была точно повторять все изгибы клинка. Сикомидзуэ мог быть как длинным мечом, так и коротким кинжалом. Трость, в которой хранился меч, была аналогом ножен сирасая. В Японии сикомидзуэ использовали самураи, которые не соглашались с запретом носить холодное оружие на публике, но не желали попасть под арест. Также его применяли ниндзя для неожиданного нападения на врага.